# NGC 7289
NGC 7289 este o galaxie situată în constelația Peștele Austral. A fost descoperită în 25 septembrie 1834 de către John Herschel. Se află la o distanță de 119 megaparseci de Pământ.